# Pezzapiana
La zona industriale Pezzapiana è una località abitata del comune di Benevento, nella provincia di Benevento, in Campania, nota soprattutto per la presenza della zona industriale della città di Benevento.
La contrada di Pezzapiana si trova nella zona nord-est di Benevento, vicinissimo al quartiere "Ferrovia", e a pochi km dal comune di Pietrelcina. La contrada si trova in una zona prevalentemente pianeggiante ed è dotata di una pista ciclabile che conduce a Pietrelcina..
A Pezzapiana è presente la parrocchia dello Spirito Santo, sita in piazza G. Basile. La parrocchia venne eretta nel 1987..
Nell'area sono presenti diverse imprese ed S.p.A, tra cui la Gesesa che si occupa della fornitura di acqua nella città e nella provincia di Benevento, è presente anche una nota scuola primaria e dell'infanzia.